# أمبارو فالي
أمبارو فالي (بالإسبانية: Amparo Valle)‏ هي مخرجة وممثلة إسبانية، ولدت في 15 يوليو 1939 في إسبانيا، وتوفيت في 29 سبتمبر 2016 بمدريد في إسبانيا.

## وصلات خارجية
- أمبارو فالي على موقع IMDb (الإنجليزية)
- أمبارو فالي على موقع قاعدة بيانات الفيلم (الإنجليزية)